# 록 음악 장르 목록
다음은 록 음악 장르 목록이다.

## 0-9
- 2 톤

## A-Z
- D-beat
- VIA음악

## ㄱ
- 개러지 록
- 고딕 록
- 고딕 메탈
- 고어그라인드
- 그라인드코어
- 그라인드코어
- 그라인드코어
- 그런지
- 그루브 메탈
- 글램 록
- 글램 메탈

## ㄴ
- 네오클래시컬 메탈
- 노이즈 록
- 노이즈 팝
- 누 메탈
- 뉴 웨이브 (음악)

## ㄷ
- 다크웨이브
- 댄스 펑크
- 덥스텝
- 데스 메탈
- 데스코어
- 둠 메탈
- 드림 팝
- 디지털 하드코어

## ㄹ
- 라가 록
- 라이엇 걸
- 라틴 록
- 랩 록
- 랩 록
- 랩 메탈
- 랩 메탈
- 로커빌리
- 로큰롤
- 록 음악
- 록스테디
- 루츠 록

## ㅁ
- 매드체스터
- 매스 록
- 메탈코어
- 메탈코어
- 멜로딕 데스 메탈
- 멜로딕 하드코어
- 모던 록

## ㅂ
- 바로크 팝
- 바이킹 메탈
- 발라드 (대중 음악)
- 버블검 팝
- 브릿팝
- 브릿팝
- 블랙 메탈
- 블랙 메탈
- 블루스 록
- 비주얼계

## ㅅ
- 사이코빌리
- 사이키델릭 록
- 사이키델릭 팝
- 새드코어
- 서던 록
- 서프 음악
- 소프트 록
- 슈게이징
- 스래시 메탈
- 스웜프 팝
- 스카 펑크
- 스케이트 펑크
- 스크리모
- 스크리모
- 스토너 록
- 스페이스 록
- 스피드 메탈
- 슬러지 메탈
- 신스팝
- 심포닉 메탈

## ㅇ
- 아레나 록
- 아메리카나 음악
- 아방가르드 메탈
- 아트 록
- 아트 펑크
- 애시드 록
- 어덜트 컨템포러리
- 언블랙 메탈
- 얼터너티브 록
- 얼터너티브 메탈
- 오이!
- 이모 (음악)
- 이모 랩
- 익스트림 메탈
- 익스페리멘털 록
- 인더스트리얼 록
- 인더스트리얼 메탈
- 인디 록
- 인디 록
- 인디 팝
- 인디 포크
- 인스트루멘탈 록
- 일렉트로닉 록
- 일렉트로닉 록
- 일렉트로닉 록
- 일렉트로닉 록
- 일렉트로닉코어

## ㅈ
- 재즈 퓨전
- 쟁글 팝
- 젠트

## ㅊ
- 챔버 팝

## ㅋ
- 치카노 록
- 캔터베리 신
- 컨트리 록
- 크라우트록
- 크러스트 펑크
- 크로스오버 스래시
- 크리스천 록
- 크리스천 메탈

## ㅌ
- 테크니컬 데스 메탈
- 트로피칼리아

## ㅍ
- 파워 메탈
- 파워 팝
- 팝 록
- 팝 펑크
- 팝 펑크
- 펍 록
- 펑크 록 (1970년대 초반)
- 펑크 록
- 펑크 메탈
- 포스트 그런지
- 포스트 록
- 포스트 하드코어
- 포스트펑크
- 포크 록
- 포크 메탈
- 프로그레시브 록
- 프로그레시브 메탈
- 프로그레시브 팝

## ㅎ
- 하드 록
- 하드코어 펑크
- 하트랜드 록
- 헤비 메탈
- 호러 펑크

## 같이 보기
- 록 페스티벌